# Аји л о Клошер
Аји л о Клошер (фр. Ailly-le-Haut-Clocher) насеље је и општина у североисточној Француској у региону Пикардија, у департману Сома која припада префектури Абевил.
По подацима из 2011. године у општини је живело 907 становника, а густина насељености је износила 83,9 становника/km². Општина се простире на површини од 10,81 km². Налази се на средњој надморској висини од 107 метара (максималној 115 m, а минималној 72 m).

## Демографија
| 1962. | 1968. | 1975. | 1982. | 1990. | 1999. | 2011. |
| ----- | ----- | ----- | ----- | ----- | ----- | ----- |
| 778   | 757   | 778   | 801   | 809   | 831   | 907   |

График промене броја становника у току последњих година